# Calpoparia imparepunctata
Calpoparia imparepunctata är en fjärilsart som beskrevs av Charles Oberthür 1890. Calpoparia imparepunctata ingår i släktet Calpoparia och familjen nattflyn. Inga underarter finns listade i Catalogue of Life.